# Локальна дзета-функція
Конгруенц-дзета-функція — прототип для побудови важливої L-функції Гассе — Вейля, ряд вигляду
{\displaystyle Z(V,T)=\exp \left(\sum \limits _{k=1}^{\infty }{\frac {N_{k}}{k}}T^{k}\right)},
побудований на послідовності числа точок {\displaystyle N_{k}} афінного або проєктивного многовиду {\displaystyle V} у скінченних полях.
Локальна дзета-функція {\displaystyle \zeta (X,s)=Z(X,p^{-s})}. Для неї існує аналог гіпотези Рімана.

## Визначення
Нехай {\displaystyle V} — афінний або проєктивний многовид над скінченним полем {\displaystyle \mathbb {F} _{q}}. Конгруенц-дзета-функція многовиду {\displaystyle V} над {\displaystyle \mathbb {F} _{q}} визначається як формальний степеневий ряд
{\displaystyle Z(V/\mathbb {F} _{q},T)=\exp \left(\sum \limits _{k=1}^{\infty }{\frac {N_{k}}{k}}T^{k}\right)},
де {\displaystyle \exp(u)=\sum \limits _{k=0}^{\infty }{\frac {u^{k}}{k!}}}, а {\displaystyle N_{k}} — число точок {\displaystyle V}, що лежать у {\displaystyle \mathbb {F} _{q^{k}}}. Числа {\displaystyle N_{k}} скінченні в силу скінченності будь-якого афінного або проєктивного многовиду скінченної розмірності над скінченним полем.
Локальною дзета-функцією називають функцію {\displaystyle \zeta (X,s)=Z(X,p^{-s})}, тут {\displaystyle p} — характеристика поля {\displaystyle \mathbb {F} _{q}}, {\displaystyle s\in \mathbb {C} } — комплексна змінна.

## Приклади
Візьмемо рівняння {\displaystyle x=0}, геометрично це означає, що {\displaystyle V} — це просто точка. У цьому випадку всі {\displaystyle N_{k}=1}. Тоді
{\displaystyle Z(V,t)=\exp \left(\sum \limits _{k=1}^{\infty }{\frac {T^{k}}{k}}\right)=\exp(-\ln(1-T))={\frac {1}{1-T}}}
Нехай {\displaystyle V} — проєктивна пряма {\displaystyle 0x=0} над {\displaystyle F}. Якщо {\displaystyle F=\mathbb {F} _{q^{k}}}, то {\displaystyle V} має {\displaystyle N_{k}=q^{k}+1} точку: всі точки поля і нескінченну точку. Отже
{\displaystyle Z(V,T)=\exp \left(\sum \limits _{k=1}^{\infty }{\frac {(qT)^{k}}{k}}+{\frac {T^{k}}{k}}\right)=\exp \left(-\ln(1-qT)-\ln(1-T)\right)={\frac {1}{(1-T)(1-qT)}}}

## Властивості
- {\displaystyle Z(X,T)} подається у вигляді нескінченного добутку

{\displaystyle Z(X,T)=\prod \limits _{x}(1-T^{\deg(x)})^{-1},}
де {\displaystyle x} пробігає всі замкнуті точки {\displaystyle X}, а {\displaystyle \deg x} — степінь {\displaystyle x}. У разі, якщо {\displaystyle X=V}, яке обговорювалося вище, то замкнуті точки — це класи еквівалентності {\displaystyle x=[P]} точок {\displaystyle P\in {\overline {V}}}, де дві точки еквівалентні, якщо вони спряжені над полем {\displaystyle F}. Степінь {\displaystyle x} — це степінь розширення поля {\displaystyle F}, породженого координатами {\displaystyle P}. Тоді логарифмічна похідна нескінченного добутку {\displaystyle Z(X,T)} дорівнюваиме твірній функції
{\displaystyle N_{1}+N_{2}t^{1}+N_{3}t^{2}+\cdots \,}.
- Якщо {\displaystyle E} — еліптична крива, то в цьому випадку дзета-функція дорівнює

{\displaystyle Z(E/\mathbb {F} _{q},T)={\frac {1-2a_{E}T+qT^{2}}{(1-T)(1-qT)}}}
- Якщо {\displaystyle (\forall k)N_{k}<CA^{k}}, то {\displaystyle Z(T)} збігається у відкритому крузі радіуса {\displaystyle R=A^{-1}}.

- Якщо {\displaystyle N_{k}=N_{k}^{(1)}+N_{k}^{(2)}}, причому {\displaystyle Z(T),Z^{(1)}(T),Z^{(2)}(T)} — відповідні дзета-функції, то {\displaystyle Z(T)=Z^{(1)}(T)Z^{(2)}(T)}.

- Якщо {\displaystyle N_{k}=\beta _{1}^{k}+...+\beta _{t}^{k}-\alpha _{1}^{k}-...-\alpha _{s}^{k}}, то {\displaystyle Z(T)={\frac {(1-\alpha _{1}T)...(1-\alpha _{s}T)}{(1-\beta _{1}T)...(1-\beta _{t}T)}}}.

## Застосування
L-функція Гассе — Вейля визначається через конгруенц-дзета-функцію так:
{\displaystyle L(V,s)={\dfrac {\zeta (s)\zeta (s-1)}{\prod \limits _{p}Z(V/\mathbb {F} _{p},p^{-s})}}}

## Гіпотеза Рімана для кривих над скінченними полями
Якщо {\displaystyle C} — проєктивна неособлива крива над {\displaystyle F}, то можна показати, що
{\displaystyle Z(C,T)={\frac {P(t)}{(1-T)(1-qT)}}\ ,}
де {\displaystyle P(t)} — многочлен степеня {\displaystyle 2g}, де {\displaystyle g} — рід кривої {\displaystyle C}. Подамо
{\displaystyle P(t)=\prod \limits _{i=1}^{2g}(1-\omega _{i}t)\ ,}
тоді гіпотеза Рімана для кривих над скінченними полями стверджує, що
{\displaystyle |\omega _{i}|=q^{1/2}}
Для локальної дзета-функції це твердження рівносильне тому, що дійсна частина коренів {\displaystyle \zeta (X,s)} дорівнює {\displaystyle 1/2}.
Наприклад, для еліптичної кривої отримуємо випадок, коли існують рівно 2 корені, і тоді можна показати, що абсолютні значення коренів дорівнюють {\displaystyle {\sqrt {q}}}. Цей випадок еквівалентний теоремі Гассе про оцінку числа точок кривої в скінченному полі.

## Загальні формули для дзета-функції
Із формули сліду Лефшеца для морфізму Фробеніуса виходить, що
{\displaystyle Z(X,T)=\prod \limits _{i=0}^{2\dim X}\det(1-T\operatorname {Frob} _{q}|H_{c}^{i}({\overline {X}},{\mathbb {Q} }_{\ell }))^{(-1)^{i+1}}.}
Тут {\displaystyle X} — відділювана схема скінченного типу над скінченним полем {\displaystyle \mathbb {F} _{q}}, а {\displaystyle \operatorname {Frob} _{q}} — геометрична дія Фробеніуса на {\displaystyle \ell }-адичній етальній когомології з компактним носієм {\displaystyle {\overline {X}}}. Це показує, що дана дзета-функція є раціональною функцією {\displaystyle T}.